# Alamo (Nouveau-Mexique)
Pour les articles homonymes, voir Alamo.
Alamo est une census-designated place (CDP) située dans le comté de Socorro, au Nouveau-Mexique.
Il s'agit de la plus grande communauté de réserve amérindienne d'Alamo Navajo (en).